# Granadina

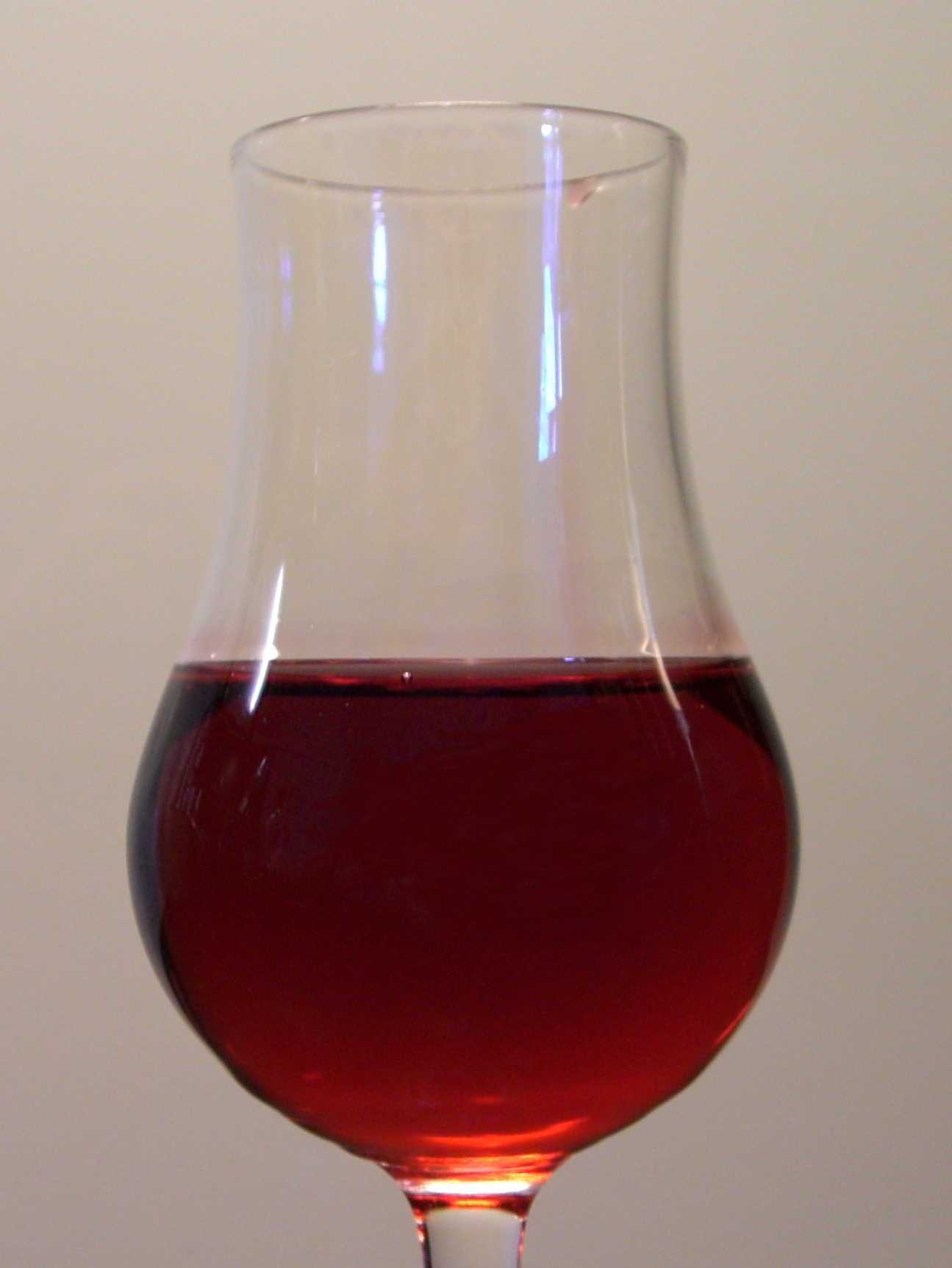
Um copo de granadina.

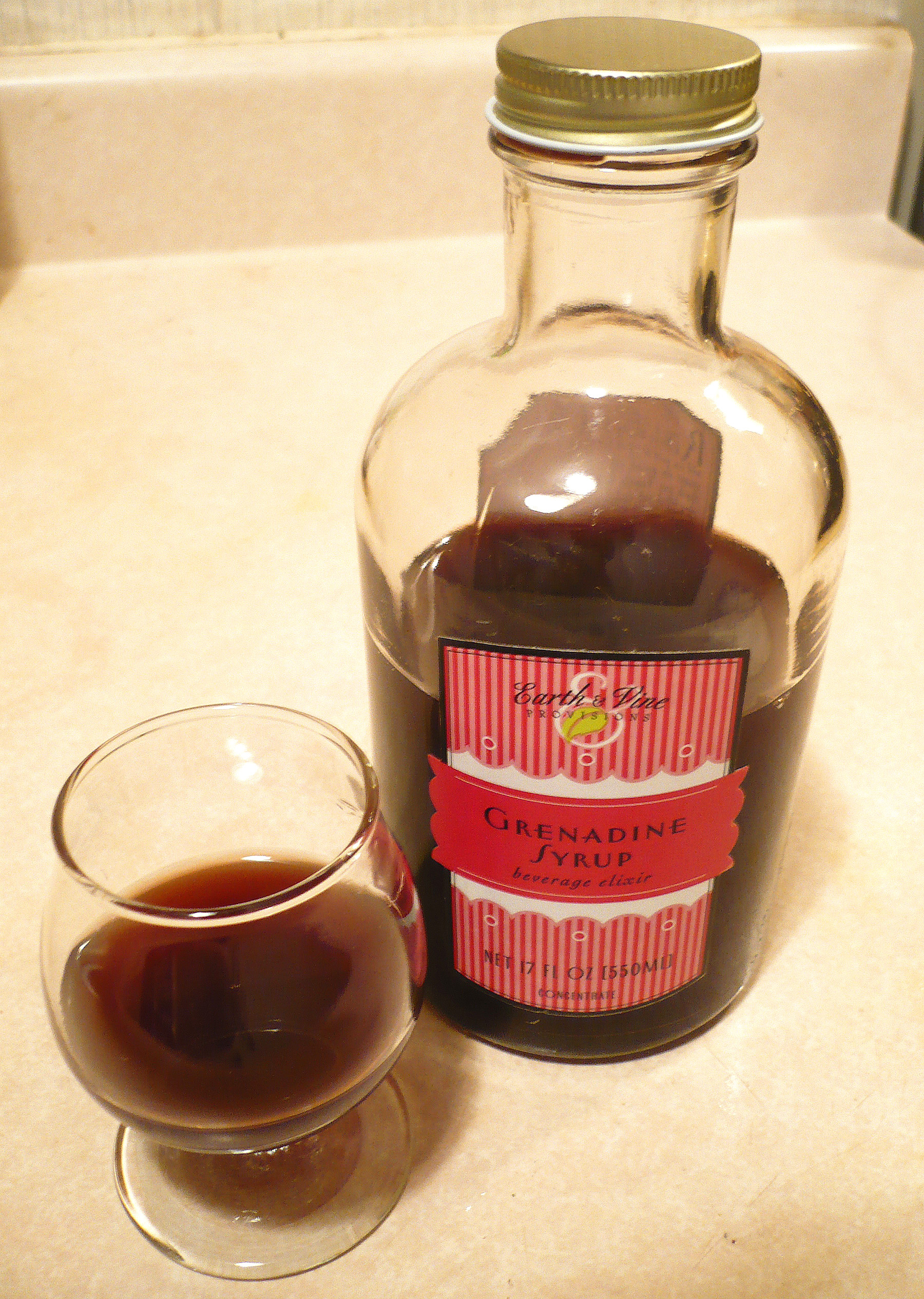
Um copo e uma garrafa de granadina comercialmente disponível.

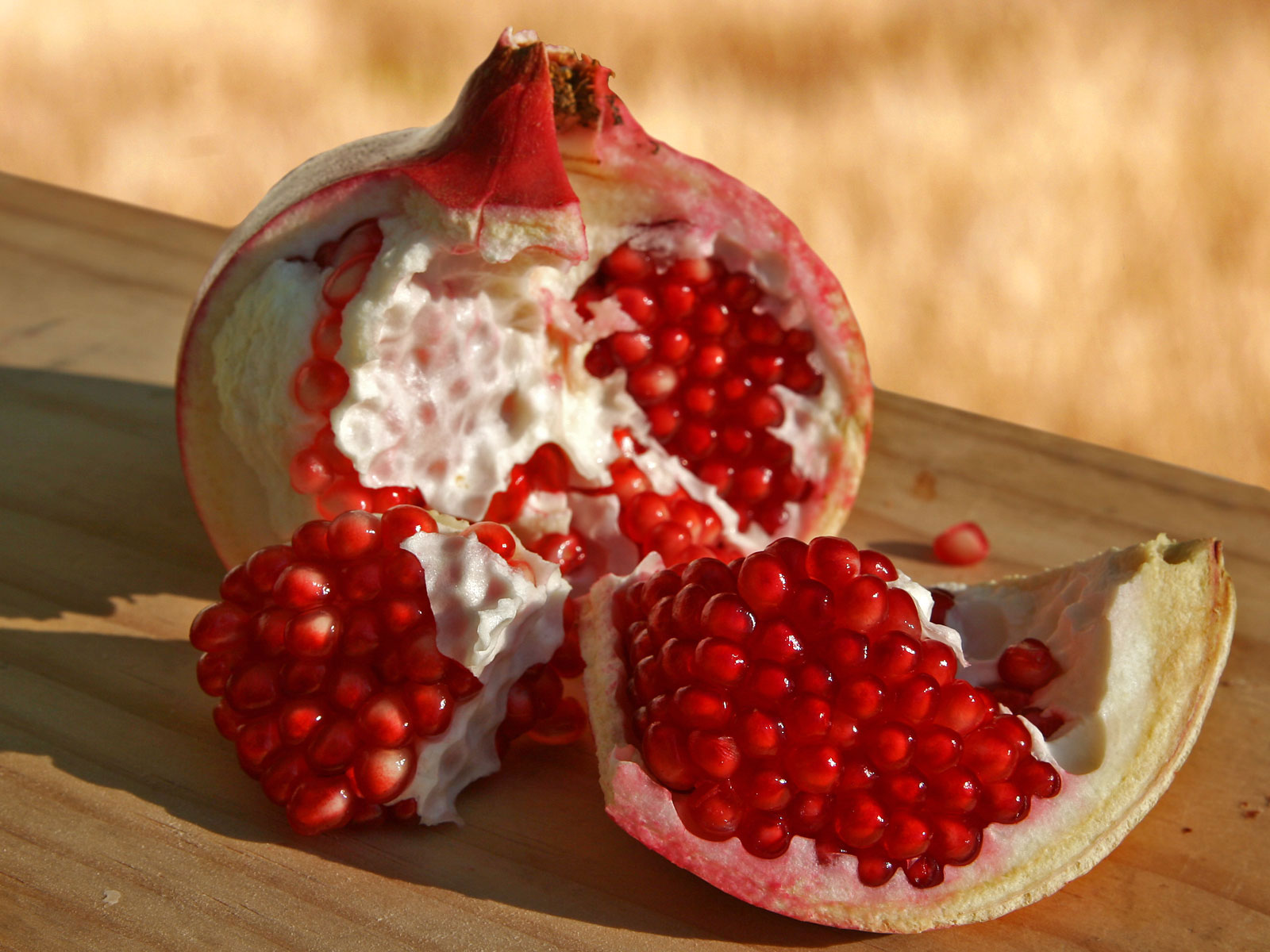
Romã e suas sementes.

Granadina ou grenadine é um licor não alcoólico de tons vermelhos, feito geralmente das sementes da romã. É usado como um item de coquetéis, tanto por seu sabor como para tingir de rosa bebidas misturadas. "Grenadinas", geralmente, são feitas ao se misturar o xarope com água gelada em um copo ou em uma jarra, algumas vezes com gelo.

## Etimologia e origem
O nome granadina vem do francês "grenade", que significa romã, e é assim denominada por ser a granadina originalmente preparada do suco de romã e açúcar.

## Variantes modernas e comerciais
A granadina é também usada como nome para outros xaropes, licores, e bebidas que contenham sucos de outras frutas (tais como: framboesa, groselha vermelha, amora-silvestre) e xarope de açúcar. O sabor característico pode ser obtido da mistura do suco de groselha negra e outras frutas, mas sendo o da groselha o predominante.
A indústria alimentícia, entretanto, tem substituído largamente a grenadina feita de frutas com ingredientes artificiais: a marca "Rose's" da Mott's, de longe a granadina mais comum dos E.U.A., é agora formulada inteiramente com xarope de alta frutose do milho, água, uma base ácido-cítrica, aproximando da formulação da orange drink.

## Uso em coquetéis
O xarope de granadina é geralmente misturado na limonada, fazendo assim uma pink lemonade (limonada rosa), sem semelhantes no Brasil. Também é usada em coquetéis e em cervejas, fazendo assim o que cunharam como "grena-beer" ou mais recentemente "Christmas beer" (cerveja natalina, do natal). A grena-beer originou-se na Europa durante os anos noventa, mas é muito popular na Califórnia do Sul.